# 켄드릭 라마
켄드릭 라마(Kendrick Lamar, 1987년 6월 17일~)로 알려진 '켄드릭 라마 더크워스'(Kendrick Lamar Duckworth)는 미국 캘리포니아 콤프턴 출신의 힙합 음악가이다. 현재 탑 독 엔터테인먼트(Top Dawg Entertainment), 애프터매스 엔터테인먼트(Aftermath Entertainment), 인터스코프 레코드(Interscope Records)에 소속되어 있다. 라마는 Jay Rock, ScHoolboy Q, Ab-Soul과 함께 힙합 슈퍼그룹 Black Hippy의 멤버로 활동하고 있다.
그가 처음으로 큰 관심을 받은 것은 2010년, 그의 네 번째 믹스테잎인 《Overly Dedicated》를 발매한 후로 부터였다. 2011년, 첫 번째 독립앨범 《Section.80》를 발매하여 좋은 평을 얻었다. 아이튠즈(iTunes)에서만 공개된 음원은 발매와 동시에 올 해의 힙합 앨범 중 하나로 등극했다.
메이저 음반사에서 데뷔 앨범을 발매하기 전부터 라마는 수 많은 인터넷 팔로워를 거느렸고, 이미 Dr. Dre, The Game, Drake, Young Jeezy, Talib Kweli, Busta Rhymes, E-40, Warren G, Bun B, Tech N9ne, Lil Wayne과 같은 유명 음악가와 함께 작업하였다.
주요 음반사를 통한 스튜디오 데뷔 앨범 《good kid, m.A.A.d city》는 2012년 10월 22일에 발매되었고, 앨범은 전 세계적인 관심을 받았다.

## 음반 목록
정규 음반
- Section.80(2011)
- good kid, m.A.A.d city(2012)
- To Pimp a Butterfly(2015)
- DAMN.(2017)
- Mr. Morale & the Big Steppers(2022)
- GNX(2024)

EP(Extended plays)
- Kendrick Lamar EP(2009)
- untitled unmastered.(2016)

믹스테이프
- Y.H.N.I.C. (Hub City Threat: Minor of the Year)(as K-Dot, 2003)
- Training Day(as K-Dot, 2005)
- No Sleep 'Til NYC(as K-Dot, with Jay Rock)(2007)
- C4(as K-Dot, 2009)
- Overly Dedicated(2010)